# Kabti-ilani-Marduk
Kabti-ilani-Marduk (akad. Kabti-ilāni-Marduk, tłum. „Najważniejszym wśród bogów jest Marduk”) – babiloński kapłan i skryba, żyjący najprawdopodobniej w IX lub VIII wieku p.n.e. Jest autorem Eposu o bogu Erra – utworu opisującego chaos i bezprawie wywołane w Babilonii najazdem Sutejów. W samym utworze Kabti-ilani-Marduk stwierdza, iż treść Eposu o bogu Erra została mu ujawniona we śnie, a on ją tylko wiernie spisał:

„Kabti-ilani-Marduk, syn Dabibi, ułożył tę tabliczkę.

Bóg mu objawił jej treść w czasie nocy, a rano ją zapisał.

Ani jednej linijki nie opuścił, ani jednej nie dodał”